# Colom de les Carolines
El colom de les Carolines (Alopecoenas kubaryi) és una espècie d'ocell de la família dels colúmbids (Columbidae). Habita boscos i medi humà de les illes Truk i Pohnpei, a les Carolines.